# Taxithelium latitruncatum
Taxithelium latitruncatum är en bladmossart som beskrevs av Cardot in Grandidier 1915. Taxithelium latitruncatum ingår i släktet Taxithelium och familjen Sematophyllaceae. Inga underarter finns listade i Catalogue of Life.